# Asphondylia verbenae
Asphondylia verbenae är en tvåvingeart som beskrevs av Ephraim Porter Felt 1935. Asphondylia verbenae ingår i släktet Asphondylia och familjen gallmyggor. Inga underarter finns listade i Catalogue of Life.